# 利特爾角
利特爾角（英語：Cape Little），是南極洲的海岬，位於帕爾默地東岸，處於賴特灣和凱勒灣之間，在1940年12月由美國研究隊拍攝空中照片，現時由南極條約體系管理。

## 外部連結
. . United States Geological Survey.   [2013-06-24].
74°5′S 61°4′W / 74.083°S 61.067°W